# Casa Bartolí
La Casa Bartolí és un edifici modernista de Reus protegit com a bé cultural d'interès local, situat al carrer de Llovera, 12.

## Descripció
És un edifici entre mitgeres de planta baixa i tres pisos. És un dels pocs exemples de façana construïda completament en pedra esculpida, sense usar estuc. Tota la façana, simètrica, és carregada d'elements decoratius, tant en el pronunciat encoixinat del parament, com en les formes geomètriques i vegetals que emmarquen les obertures. També és molt interessant el coronament de l'edifici, format a partir del joc de volums creat per la combinació de blocs de pedra verticals. El tipus de balcons correguts, bombats, platejats i molt densos, és típic de les cases modernistes de Reus i es va seguir utilitzant durant dècades. L'entrada i la planta baixa van ser modificades a mitjans del segle XX per encabir-hi un local comercial, però respectant l'esquema de la casa: la solitària mènsula sota el balcó del pis principal marca el lloc on hi havia hagut una columna de fosa de ferro que partia l'ampli accés al local originari. L'entrada de veïns era una obertura estreta que se separava de l'altre accés per una columna de pedra.

## Història
El 1903 Genaro Bartolí Codina va encarregar al mestre d'obres Josep Subietas la construcció d'un edifici al carrer de Llovera com a habitatge familiar. És un edifici carregat, geomètric i pesant, que trenca amb les estilitzades construccions de Pere Caselles i altres arquitectes modernistes que edificaven a Reus en aquell període.